# Ambrostoma chinkinyui
Ambrostoma chinkinyui es un insecto coleóptero de la familia Chrysomelidae que fue descrita científicamente por primera vez en 1995 por Kimoto & Osawa.

## Distribución geográfica
Habita en Taiwán.